# Newark (New Jersey)
Newark is een stad in de Amerikaanse staat New Jersey en telt 281.764 inwoners (2016). Het is hiermee de 67e stad in de Verenigde Staten (2010). De oppervlakte bedraagt 61,6 km², waarmee het de 206e stad is. De stad wordt vaak gegroepeerd met de stad New York, die samen een zogenaamde megacity vormen (een grootstedelijk gebied met meer dan 10 miljoen inwoners). Deze megacity maakt deel uit van de agglomeratie New York. Newark Liberty International Airport is een van de drie luchthavens nabij de stad New York. 

## Demografie
Van de bevolking is 9,3% ouder dan 65 jaar en bestaat voor 26,6% uit eenpersoonshuishoudens. De werkloosheid bedraagt 8,1% (cijfers volkstelling 2000).
Ongeveer 29,5% van de bevolking van Newark bestaat uit hispanics en latino's, 53,5% is van Afrikaanse oorsprong en 1,2% van Aziatische oorsprong.
Het aantal inwoners daalde van 275.291 in 1990 naar 273.546 in 2000 maar steeg naar 277.140 in 2010. In 2016 was het aantal verder gestegen tot 281.764.

## Klimaat
In januari is de gemiddelde temperatuur −0,8 °C, in juli is dat 25,4 °C. Jaarlijks valt er gemiddeld 1116,8 mm neerslag (gegevens op basis van de meetperiode 1961-1990).

## Sport
De lokale ijshockeyclub New Jersey Devils speelt haar wedstrijden in de National Hockey League.

## Museum
In Newark bevindt zich de Grammy Museum Experience, met evenementen en educatieve programma's en toont het multimediapresentaties en hoogtepunten van artiesten uit en de muziekgeschiedenis van New Jersey.

## Plaatsen in de nabije omgeving
De onderstaande figuur toont nabijgelegen plaatsen in een straal van 8 km rond Newark.

## Bekende personen uit Newark

### Geboren
- Aaron Burr (1756-1836), vicepresident van de Verenigde Staten van Amerika en senator
- Benjamin Adams (1890-1961), atleet
- Adele Dunlap (1902-2017), supereeuwelinge
- William Brennan (1906-1997), rechter
- Jerry Wald (1918-1973), klarinettist en bigband-leider
- Jack Warden (1920-2006), acteur
- Vivian Blaine (1921-1995), actrice en zangeres
- Ted Schroeder (1921-2006), tennisser
- Joseph Margolis (1924-2021), filosoof
- Eva Marie Saint (1924), actrice
- Sarah Vaughan (1924-1990), jazzzangeres
- Allen Ginsberg (1926-1997), dichter
- Jerry Lewis (1926-2017), filmkomiek, -regisseur en -producent
- Richard Moryl (1929-2018), componist en muziekpedagoog
- Bob Crewe (1930-2014), songwriter en producer
- Robert Clotworthy (1931-2018), schoonspringer
- Allen Klein (1931-2009), muziekmanager
- Tom Courtney (1933-2023), atleet
- Cissy Houston (1933-2024), gospel- en soulzangeres
- Philip Roth (1933-2018), schrijver
- Wayne Shorter (1933-2023), jazzsaxofonist
- Marlene VerPlanck (1933–2018), jazz- en popzangeres
- Richard Meier (1934), architect
- Frankie Valli (1934), zanger
- Ron Carey (1935-2007), actrice
- Connie Francis (1937-2025), zangeres
- Allen Garfield (1939-2020), acteur
- John Amos (1939-2024), acteur en professioneel Americanfootballspeler
- Brian De Palma (1940), filmregisseur
- Marty Sheller (1940-2022), jazztrompettist, arrangeur en componist
- Thea White (1940-2021), stemactrice
- Paul Simon (1941), singer-songwriter
- Charles Geoffrey Morrow (1942), componist, muziekproducent, klankartiest, evenementenmaker
- Joe Pesci (1943), acteur, komiek
- Paul Auster (1947-2024), schrijver
- Mark Blum (1950-2020), acteur en filmproducent
- Howard Finkel (1950-2020), professioneel omroeper bij worstelwedstrijden
- Dennis Boutsikaris (1952), acteur
- Marvin Hagler (1954-2021), bokser
- Ray Liotta (1954-2022), acteur
- Marc Ribot (1954), gitarist (Tom Waits, Elvis Costello, John Zorn)
- Thomas F. Duffy (1955), acteur
- Tracy Morrow (1958), rapper & acteur
- Jason Alexander (1959), acteur
- Alison La Placa (1959), actrice
- Renaldo Nehemiah (1959), atleet
- Marc Shaiman (1959), filmcomponist
- David Marciano (1960), acteur
- Whitney Houston (1963-2012), zangeres
- Joe Rogan (1967), stand-upcomedian
- Queen Latifah (1970), rapper, zangeres en actrice
- Shaquille O'Neal (1972), basketballer
- Gerard Way (1977), zanger
- J.D. Williams (1978), acteur
- Mikey Way (1980), bassgitarist